# Урало-Волжский штат
Урало-Волжский штат (Штат Идель-Урал, тат. Идел-Урал штаты, İdel-Ural ştatı) — нереализованный проект национальной автономии татар. Попытка реализации привела лишь к непродолжительному (1 марта — 28 марта 1918 года) существованию называемой в советской историографии «Забулачной республики», существовавшей в татарской части Казани.

## Создание

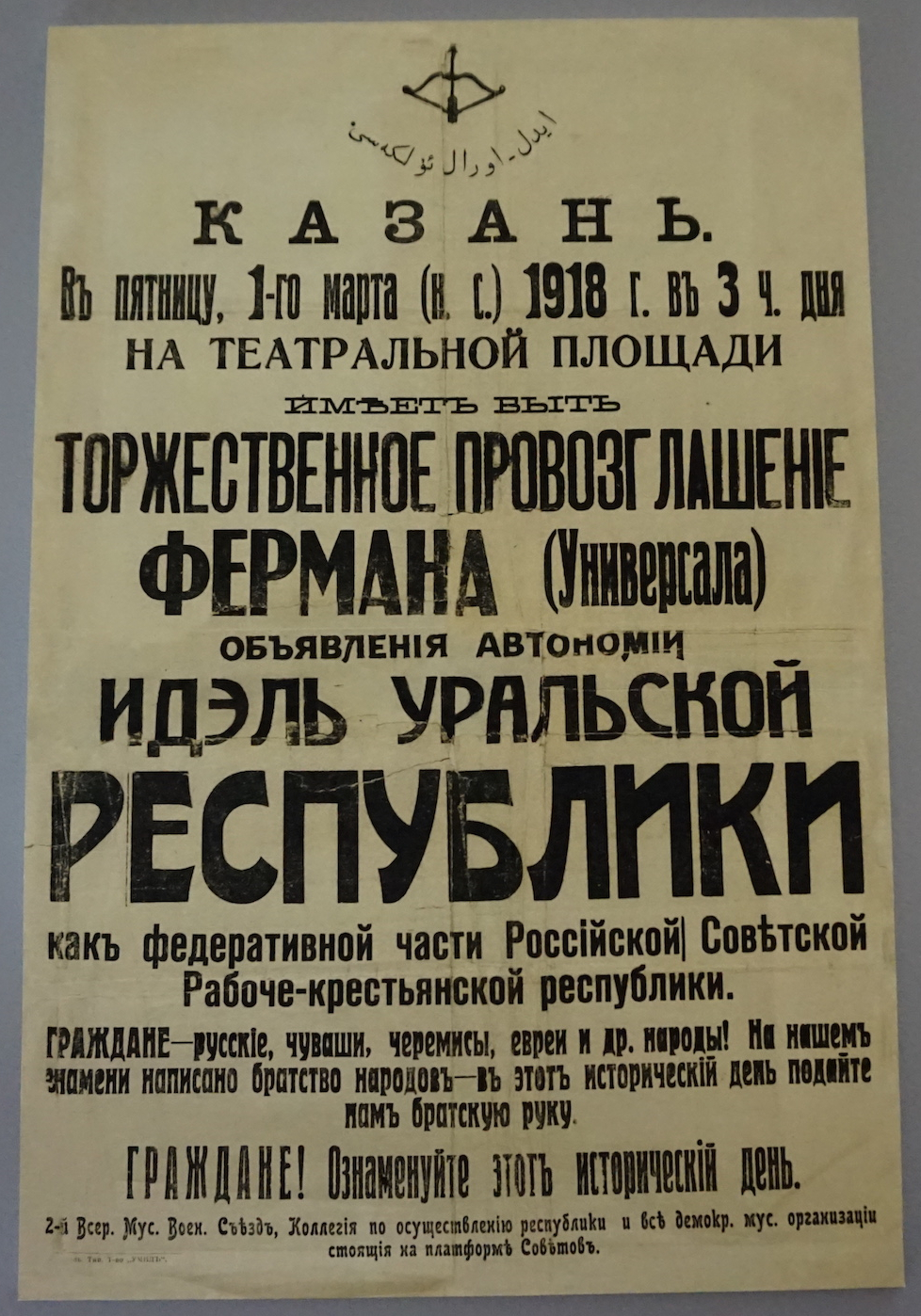
Объявление о торжественном провозглашении Идель-Уральской Республики

После Февральской революции, когда в составе России начали намечаться контуры территориальных автономий, возросла политическая активность татарского народа. Возникает идея создания государственности на территориях, где мусульмане или составляют большинство, или хотя бы русские составляют меньшинство. Первоначально предлагались различные формы как территориальной, так и культурно-национальной автономии татарского народа.
1-й Всероссийский мусульманский съезд, прошедший в начале мая 1917 года в Москве, принял резолюцию о территориальной автономии и федеративном устройстве. Об организации автономии было провозглашено на Миллет Меджлисе (20 ноября 1917 — 11 января 1918, Уфа) — координирующем органе Национально-культурной автономии мусульман тюрко-татар Внутренней России и Сибири, избранном на совместном заседании 1-го Всероссийского мусульманского съезда с 1-м Всероссийским мусульманским военным съездом и съездом Всероссийского мусульманского духовенства 22 июля 1917 года в Казани.
На следующий день после провозглашения Российской Федеративной Республики 6 января 1918 ода Миллет Меджлисе приняло решение о порядке создания Штата. Комиссия по территориальной автономии, известная так же как коллегия Урало-Волжского Штата (КУВШ), должна была обеспечить созыв съезда в Уфе для принятия временной конституции и создания временного правительства. Этот вопрос должен был быть урегулирован с представителями национальных организаций. КУВШ должна была разработать проект конституции, определить границы и экономическое положение. КУВШ состояла из восьми членов и четверых кандидатов и подчинялось Харби Шуро. На 9-м заседании съезда деятели и Харби Шуро фактически склонились к признанию главенства советов и к объявлении Штата советской республикой. Фундаментальная слабость этого проекта заключалась в том, что татары в этот период имели крайне незначительное представительство в советах и общероссийских партийных структурах всех уровней.
2-й Всероссийский мусульманский военный съезд (8 января — 3 марта 1918 года, Казань) принял резолюцию о создании в составе РСФСР Штата Идель-Урал (вся Уфимская губерния, часть Казанской, Симбирской, Самарской, Оренбургской, Пермской, Вятской губерний) и формировании его законодательных и исполнительных органов «Милли идара» (Национальное управление) в составе трёх министерств (духовного, просвещения и финансов) и двух комитетов (военного и иностранных дел). На съезде произошёл раскол по отношению к Учредительному собранию и Советам. Мусульманская фракция покинула съезд и 26 февраля на общем заседании мусульманских организаций Казани было принято решение о провозглашении Штата. 27 февраля были развешены плакаты.
Также, при создании проекта была полемика о включении в состав татар («татарской нации») башкирского народа.

### Территориальный вопрос
Существовало три плана автономии. По одному из них в Штат должны были войти все татары, чуваши и марийцы, при этом мусульмане составили бы 44%. По мнению Галимджана Шарафа, чуваши, бывшие этническими тюрками, в своем национальном движении действовали всегда вместе с татарами. Этот проект получил затем название первой карты Идель-Урала. По второму проекту, в Штат должны были войти целиком Казанская и Уфимская губерния и частично Пермская, Оренбургская, Самарская и Симбирская губернии. При этом, мусульмане составили бы 51%. По третьему проекту, в Штат входили бы вся Самарская губерния и Букеевская Орда. Здесь бы мусульмане составляли 29%, а славяне 56%.
Основой программы фракции тюркистов в территориальном вопросе объявлялась борьба за создание «большого Идель-Урала», включающего Самарскую и Астраханскую губернии, чтобы получить выход к Кавказу, Ирану и Туркестану через Каспийское море.
В решении Миллет Меджлисе заявлялось о провозглашении Штата на территории, включающая целиком Казанскую и Уфимскую губернии, части Самарской, Пермской, Симбирской и Вятской губерний, включая чувашские и марийские территории.

## «Забулачная республика»
Ситуация ещё больше обострилась после разгона большевиками Учредительного собрания 6 января 1918 года. Дальнейшая хроника событий:
- 28 февраля казанский совет рабочих, солдатских и крестьянских депутатов для предотвращения намеченного на 1 марта провозглашения штата Идель-Урал ввёл военное положение в городе, арестовал руководство 2-го Всероссийского мусульманского военного съезда и Военного Совета (Харби Шура). К вечеру арестованные освобождены. 2-й Всероссийский мусульманский военный съезд переносит свои заседания в татарскую часть Казани, за реку Булак
- 1 марта провозглашается республика в составе Советской России — автономный штат Идель-Урал. Был создан и активно работал созданный решениями съезда Совнарком, революционный штаб формировал вооружённые дружины. Совнарком через газету «Идель-Урал олкәсе» заявил о признании Советов, изъявил готовность сотрудничать со всеми организациями, готовыми поддержать Идель-Урал.
- 22 марта появляется 2-й вариант Татаро-Башкирской республики, как советская альтернатива Штату Идель-Урал. Султан-Галиев, Вахитов и другие выдащиеся лидеры национально-освободительной борьбы, поверив, повели борьбу против национальных организаций.
- 24 марта декретом (за подписями Сталина и Вахитова) ликвидировано Харби Шуро.
- 27 марта татарская часть Казани была оцеплена красноармейцами. Местный совет предъявил ультиматум Забулачному ревштабу: сдать всё имеющееся оружие и припасы. По истечении срока ультиматума на улицах стали звучать выстрелы. Забулачная армия была вынуждена сдаться, серьёзных столкновений не было.
- 28 марта — члены Совнаркома и штаба были арестованы. В подавлении участвовали казанские красногвардейцы, отряд матросов, прибывший из Москвы в Казань по требованию Вахитова и отряд ваисовцев[4].

## Последствия
В апреле упразднены Милли шуро с конфискацией имущества, 1 мая запрещена деятельность Милли Идара и всех связанных с ним учреждений, конфискован Милли фонд.
В конце мая прекратил свою деятельность Всероссийский центральный мусульманский совет. Часть депутатов Национального собрания образовала «Малый меджлис», который продолжал работать на свободных от большевиков территориях. Хотя в июле, совместно с восставшим Чехословацким корпусом, частично была восстановлена национальная администрация Урало-Волжского штата, фактически это уже ничего не изменило.
В конце 1918 года остатки войск Всероссийского мусульманского военного совета (Харби Шуро) вошли в армию Колчака как 16-й татарский полк, руководитель Штата Идель-Урал Садри Максуди эмигрировал.

## Легион «Идель-Урал»
Во время Второй мировой войны, 15 августа 1942 года в Германии был создан «легион Идель-Урал» из выходцев урало-волжских народов. С момента формирования в легионе действовала подпольная организация, ставившая своей целью внутреннее идейное разложение легиона (см. Курмашев и десять других). Подпольщики печатали антинацистские листовки, распространявшиеся среди легионеров. Наиболее известные участники подпольной организации: Муса Джалиль и Абдулла Алиш. Направленные на Восточный фронт подразделения легиона «Идель-Урал» оказались бесполезными для немецкого командования, дезертируя либо переходя на сторону советских партизан (см. 825-й батальон).

## Попытки воссоздания Штата после распада СССР
- В начале 1990-х годов, после распада Советского Союза, идея воссоздания Урало-Волжского штата была популярна у татарских национальных общественных деятелей.

…казанские идеологи заявили о существовании особой Волго-Уральской цивилизации и необходимости создания Волго-Уральского штата. Этот ареал с населяющими его народами — татарами, русскими, башкирами, чувашами, мордвой, марийцами, удмуртами и др. — был объявлен гомогенным и отличающимся от России сообществом, в пределах которого административные границы между территориями признавались условными…

- В 2018 году в Киеве татарские и эрзянские активисты заявили о создании новой общественной платформы «Свободный Идель-Урал[укр.]» с целью «восстановления реального суверенитета коренных народов региона»[6].